# Cartierul Tudor Vladimirescu, Făgăraș
Tudor Vladimirescu este un cartier al Municipiului Făgăraș din județul Brașov, Transilvania, România.